# Moca Fútbol Club
El Moca FC es un club de fútbol de República Dominicana ubicado en la ciudad de Moca, Provincia de Espaillat. Se fundó en 1971 y actualmente participa en la Liga Dominicana de Fútbol.

## Historia
Moca FC fundado en el año 1971 en mes y día desconocido. Es el equipo más antiguo de la República Dominicana. Nace cuando el sacerdote José Vicente, conocido por los mocanos como el Padre Vicente, llega a dirigir el Centro Juvenil Don Bosco de la ciudad de Moca.
Este, interesado en el crecimiento deportivo de la ciudad y la integración de los jóvenes en lo que es el deporte más popular del mundo, funda el equipo el cual participaría en la Liga Mayor de Fútbol de la República Dominicana.
Aunque solo se conoce el año de fundación del equipo, jugadores mocanos ya se habían destacado bastante en el fútbol dominicano. Esta fue una de las razones por la cual se aprovecha para formar un equipo con todos estos jugadores, el cual se convertiría en el equipo más ganador de la República Dominicana con 13 títulos nacionales, desde su fundación en 1971 hasta la desaparición de la Liga Mayor de Fútbol de la República Dominicana en 2015, cuando nace la Liga Dominicana de Fútbol.
Actualmente Moca FC participa en la primera división de la Liga Dominicana de Fútbol; es el equipo con mayor fanaticada dentro de la República Dominicana gracias a que es el equipo con más antigüedad y mayor tradición futbolista en el país.

## Infraestructura

### Estadios

#### Play Don Bosco
El primer escenario del equipo fue el Estadio o Play Don Bosco, ubicado en el Colegio Don Bosco de la misma ciudad de Moca; este campo sirvió como casa del Moca FC por mucho tiempo, durante la Liga Mayor de la República Dominicana.

#### Estadio Bragaña García
El estadio Bragaña García fue el primer campo del Moca FC cuando nació la Liga Dominicana de Fútbol en 2015; éste es el estadio del equipo de béisbol Granjeros de Moca. Este campo fue ligeramente modificado para que el Moca FC pudiera jugar a fútbol porque realmente es un estadio de béisbol. En ese entonces el Estadio Bragaña García estaba en malas condiciones, aunque recibía muchos fanáticos no era un estadio apto para celebrar partidos de un equipo de primera división de la recién creada liga.

#### Un año sin casa
A finales del 2015 luego de haberse terminado la temporada del 2015, se da a conocer a la prensa que el equipo tendría un nuevo estadio, esta noticia emociona de manera impresionante a la enorme fanaticada de este equipo.
En enero del 2016 se inicia la construcción de la nueva casa del Moca FC en el ya construido Polideportivo Moca 85', el inicio de esta obra reafirmó el sentimiento de los mocanos quienes después de tanto tiempo de lucha, tendrían un estadio digno de su tradición.
Se suponía que esta obra debería haber estado lista para marzo del mismo año, puesto que en esa fecha iniciaría la temporada 2 de la Liga, aunque otra de la razones de la remodelación de este campo era la celebración de los Juegos Escolares Espaillat 2016, al final de cuentas con una construcción bastante lenta el estadio no estuvo listo para ninguno de los dos eventos.
Esto produjo que el equipo del Moca FC se quedara sin casa en la segunda temporada, puesto que la Liga le negó jugar en el Estadio Bragaña García por las malas condiciones del terreno; por esto el equipo tuvo que disputarse las 18 jornadas jugando fuera de su ciudad.
La Liga le acomodó el calendario a Moca FC para que sus primeros partidos fuesen como visitantes, dando oportunidad para que el Ministerio de Educación de la República Dominicana terminara la construcción del estadio, al ver que sería imposible la terminación en ese año, el equipo tuvo que acudir a alquilar los estadios del Cibao FC y del Atlético Vega Real para jugar como locales en estadios fuera de su ciudad.

#### Polideportivo Moca 85'
A finales del 2016, por causa de grandes tormentas en octubre-noviembre-diciembre, fue detenida la construcción de la nueva casa del Moca FC, pero esta fue retomada en enero del 2017. Esto ilusionó a la población mocana, la cual tenía aun la sed de jugar en un estadio nuevo desde la temporada anterior.
El nuevo y renovado Estadio Olímpico de Moca finalmente fue inaugurado en marzo de 2017.

## Rivalidades
Moca FC tenía una enorme rivalidad que aún mantiene con San Cristóbal, esta rivalidad ha sido forjada desde los años 80 del siglo pasado. Siendo Moca conocida por los aficionados del país como "la capital" y San Cristóbal como "la cuna" del fútbol en la República Dominicana, este enfrentamiento era considerado el gran Clásico de la desaparecida Liga Mayor. En la actualidad, Moca FC y Atlético San Cristóbal siguen manteniendo viva en la LDF esta rivalidad, entre dos de las ciudades de mayor tradición futbolística en el país. 
Desde la creación de la Liga Dominicana de Fútbol en 2015, se ha desatado una gran rivalidad entre Cibao FC y Moca FC, estos dos equipos protagonizan el «Derbi Cibaeño». Dicho duelo regional se vive con gran pasión por parte de los seguidores de uno y otro club, y es considerado actualmente por muchos como el auténtico clásico del futbol dominicano.

## Palmarés

### Títulos nacionales
- Liga Mayor de República Dominicana (13)

1975, 1976, 1977, 1978, 1984, 1985, 1986, 1987, 1995, 1999, 2010, 2012–13 y 2014.

### Títulos internacionales
- CFU Club Shield (1) : 2025.

## Participaciones internacionales
- Copa de Campeones de la Concacaf: 2 participaciones

Copa de Campeones de la Concacaf 1979 - Primera ronda (Eliminado por Santos Kingston de Jamaica) 
Copa de Campeones de la Concacaf 2024 - Octavos de final (Eliminado por Nashville de los Estados Unidos) 
- Copa Caribeña de Clubes Concacaf: 2 participaciones

Copa Caribeña de la Concacaf 2023 - Semifinales
Copa Caribeña de la Concacaf 2024 - Semifinales

## Categorías inferiores
Moca históricamente ha sido formador de muchos futbolistas destacados para la selección de la República Dominicana, entre estos están: Juan Lantigua, Berman Mejía, Marino Mejía, Dámaso García, Andrés Barrientos, Ramón Cartagena, José de Jesús Pichardo,  Ángel Hiciano, Alberto Jiménez, Fernando Paredes, Juan Détler Sánchez, Jonathan Faña, Jonathan Rosario, Richard Dabas, Jean Carlos López, Ernesto Trinidad y muchos más. 
Actualmente Moca FC cuenta con su equipo filial o "reserva" de categoría sub-23 en la LDF Expansión, liga de desarrollo semi-profesional que es considerada extraoficialmente como una segunda división en el país.

## Jugadores notables
La siguiente es una lista de los jugadores más notables que han jugado en el club.
| - Miguel Odalis Báez - Alexandre Boucicaut - Jonathan Faña - Marcel Hernández - Jean Carlos López | - Óscar Mejía - Juan Pascasio Mendoza - Peguero Jean Philippe - Domingo Peralta - Dinardo Rodríguez |

## Entrenadores
| Entrenador         | Período       |
| ------------------ | ------------- |
| Ronald Batista     | 2015 - 2016   |
| David Martínez     | 2017          |
| Ronald Batista     | 2017          |
| Oliver Mendoza     | 2018          |
| Miguel Ángel Zahzú | 2018          |
| Hiram Apaiz        | 2019          |
| José René Cortina  | 2020          |
| Edward Acevedo     | 2021          |
| Wuiswell Isea      | 2021          |
| Jean Carlos Güell  | 2022          |
| Sergio Guzmán      | 2023          |
| Mariano Pérez      | 2023          |
| Maximiliano Viera  | 2024          |
| Hiram Apaiz        | 2024          |
| Jorge Alfonso      | 2025-presente |